# Alicia (Arkansas)
Alicia is een plaats (town) in de Amerikaanse staat Arkansas, en valt bestuurlijk gezien onder Lawrence County.

## Demografie
Bij de volkstelling in 2000 werd het aantal inwoners vastgesteld op 145.
In 2006 is het aantal inwoners door het United States Census Bureau geschat op 138,.

## Geografie
Volgens het United States Census Bureau beslaat de plaats een oppervlakte van
0,3 km². Alicia ligt op ongeveer 78 m boven zeeniveau.